# 三氧化二铈
三氧化二鈰（化學式：Ce2O3），是稀土元素鈰(Ⅲ)的氧化物，為白色固體，实际上是一个组成在CeO1.50~1.53的非整比化合物。难溶于水和碱，可溶于酸。它不如二氧化铈（CeO2）常见。

## 製備
由二氧化鈰在高温时被还原制得。比如以一氧化碳为还原剂时，反应式为：
4 CeO2 + 2 CO → 2 Ce2O3 + 2 CO2 ↑